# Кастіель
Ка́стіель, або Кастиї́л, — персонаж американського містичного серіалу «Надприродне», створеного компанією Warner Brothers. Він вперше з'являється в 4-му сезоні як Ангел Божий та вводить у серіал тему християнської теології.
У серіалі Кастіель повертає Діна Вінчестера з пекла та часто допомагає йому і його братові Сему в битвах із різними демонами та ангелами. Під час подорожей з Вінчестерами Кастіель дуже зблизився з ними. Як ангел він володіє надприродними здібностями, наприклад він може вбивати демонів своїм ангельським клинком. Спочатку персонаж не демонструє ніяких емоцій та повністю відданий Богу. Однак після його спілкування із Діном і Семом, а також після деяких фактів, які він дізнався про Бога та своїх товаришів-ангелів, персонаж сильно змінився. Це дозволяє йому розвивати свій характер в ході серіалу та демонструє тему, пов'язану зі свободою волі.
На відміну від стереотипного зображення телевізійних ангелів, Кастіель не завжди допомагає людям і готовий убити невинних, якщо це необхідно. Коллінз спочатку пробувався на роль демона, оскільки творець серіалу Ерік Кріпке не хотів, щоб шанувальники дізналися, що в серіалі будуть ангели. Коллінз готувався до ролі, читавши Книгу Одкровення, і взяв за основу образ свого молодшого брата. Критики і шанувальники дуже позитивно відреагували на персонажа, тому творці серіалу розширили його роль у серіалі, підвищивши його до основного акторського складу в п'ятому та шостому сезонах. У сьомому та восьмому сезонах Коллінз був спеціально запрошеною зіркою, однак в сезонах 9-15 знову отримав статус головного персонажа.
Точна дата народження Кастіеля невідома. Але ясно одне: як і всі ангели, Кастіель був створений Богом задовго до першої людини, а можливо, і задовго до створення самої Землі. У серіалі сказано, що він був свідком того, як перша риба вийшла на сушу (367 млн років тому), як будували Вавилонську вежу, пам'ятає Каїна і Авеля.
У вересні 2008 року Кастіель знаходить своє вмістилище — Джиммі Новака, і той дає йому свою згоду. Первинною метою його появи на Землі було запобігти воскресінню Люцифера і настання Апокаліпсису.

## Історія персонажа

### Прибуття на Землю
Кастіель вперше з'явився в першій серії четвертого сезону, сам персонаж був використаний для введення теми християнської міфології в історію серіалу. За сюжетом, Кастіель повертає Діна Вінчестера прямо з пекла, куди він потрапив наприкінці третього сезону, після того, як його вбили пекельні пси демонічної антагоністки Ліліт. Після цього Кастіель допомагає Діну та його братові Сему в боротьбі з різними демонами та ангелами.
Згідно з міфологією серіалу, простій людині не дано почути справжній голос і побачити справжній образ ангела. Спроба глянути на ангела призводить до того, що людині випалює очі, а ангельський голос володіє такою силою, що барабанні перетинки людини просто не зможуть його витримати. Однак існують обрані, здатні побачити і почути ангела. Для спілкування зі звичайними людьми ангел повинен вселиться в тіло людини («посудина»). Увійти в тіло людини ангел може тільки з дозволу обраного. Якщо ангел вселиться в людину, не призначену безпосередньо для нього, або зробить це без дозволу людини, то це тіло згорить. Кастіель вселився в побожного чоловіка на ім'я Джиммі Новак, який дав ангелу дозвіл зайняти його тіло.
Кастіель продовжує з'являтися протягом сезону, в один момент відправляючи Діна назад у часі, а пізніше доручаючи йому та його братові Сему зупинити відьом, зламати ще одну печатку Люцифера. Згодом Кастіель починає сумніватися в планах Бога через сумнівні накази, які він отримує з Небес.

### Джиммі Новак
Джиммі Новак — звичайний, нічим не примітний сім'янин та побожний християнин. У нього є дружина та дочка. Але одного разу він почув, як із ним розмовляє хтось, як виявляється згодом — справжній ангел із небес на ім'я Кастіель. Ангел просить його занурити руку в киплячу воду, щоб довести свою віру. Амелія — дружина Джиммі — не вірить у його спілкування з ангелом і каже, що йому потрібна допомога психіатра. Амелія ставить ультиматум: або Джиммі лікується, або вона бере з собою дочку і йде. Новак не знає, що робити, тому він молиться до ангела. Джиммі погоджується стати посудиною для Кастіеля за умови, що той захистить його сім'ю.
Після того, як Джиммі стає посудиною Кастіеля, він на рік залишає свою сім'ю і повертається до неї лише в епізоді «Вознесіння». Однак зрештою його і його сім'ю знаходять демони, через що всі наражаються на велику небезпеку. У самого Джиммі стріляє його одержима дружина, але все закінчується тим, що він знову стає посудиною Кастіеля, який на момент пострілу перебував в тілі дочки Джиммі — Клер.

## Характеристики

### Особистість
Як і більшість ангелів, Кастіель практично не висловлював ніяких емоцій і погано розумів людську сутність. Але, на відміну від Уриїла або Люцифера, Кастіель не відчуває до людей зневаги або ненависті. Навпаки, йому навіть цікаво спостерігати за ними, і від Вінчестерів він навіть перейняв деякі людські звички. Більшість його братів втратили віру в Отця, але Кастіель все ще продовжував в нього вірити, навіть коли дізнався, що Бог давно покинув Небеса. Він не був таким фанатиком, як Михаїл.
Попри те, що ангели за замовчуванням зобов'язані підкорятися своїм начальникам, Кастіель заперечив Захарії і навіть вигнав його, щоб звільнити Діна. За це він був убитий Рафаїлом, і коли Бог воскресив його, він був відрізаний від Неба і поступово втрачав свої сили, стаючи більш людяним. Коли Вінчестери передали йому слова про те, що Бог не буде втручатися в Апокаліпсис, Кастіель впав у депресію і навіть почав пити. Але коли Бог воскресив його вдруге, він знову повірив у Отця і Його волю.
Повернувшись на Небеса і побачивши захоплення багатьох ангелів, Кастіель раптом загордився і вирішив, що Бог вибрав його для якоїсь мети. І ця мета, як вирішив Кастіель — дати ангелам свободу. Рафаїл вирішив перезапустити Апокаліпсис, і Кастіелю довелося очолити опір проти архангела. Перед цим він уклав угоду з Кроулі, щоб знайти Чистилище, отримати душі і стати більш могутнім. Ангел самовдоволено думав, що він розумніший за демона і, схоже, з самого початку не мав наміру віддавати душі Королю Пекла. Можливість могутності захлеснула його: він був готовий на все, щоб отримати ці душі. Щоб Вінчестери йому не заважали, він зламав стіну в спогадах Сема і прирік того на муки. Ставши могутнім, Кастіель уявив себе новим Богом і володарем Всесвіту. Він убив Рафаїла і його прихильників без жодного жалю і не вилікував Сема від божевілля, знаючи, що це вб'є його. Він став холодним і рішучим, вбиваючи будь-якого, хто ображав або ганьбив його ім'я. Він був настільки впевнений в собі, що навіть погрожував Смерті вбити його. Але незабаром левіафани майже здолали його зсередини, і йому довелося повернутися до Вінчестерів, щоб повернути душі назад в Чистилище. Він повністю розкаявся в тому, що створив, і хотів все виправити. Випустивши душі, він виявив, що левіафани залишилися всередині: вони вбили Кастіеля і захопили його тіло.
Коли він воскрес утретє, то нічого не пам'ятав про себе. Повернувши собі спогади, він забирає у Сема його безумство, щоб хоч якось згладити свою провину, і впадає в прострацію. Приходить в себе він тільки тоді, коли виявляється відкрито Слово. Особистість Кастіеля змінилася, тепер він надмірно оптимістичний і не любить, коли навколо сваряться. Заради Діна він переборює себе і допомагає йому вбити Діка Романа, а потім разом зі старшим Вінчестером потрапляє в Чистилище. Там він повертає свою особистість і знову стає нормальним. Коли його витягують з Чистилища, він наміряється допомагати людям і навіть стає мисливцем. Він ще раз демонструє свою прихильність до Діна, коли не може вбити того, попри тиск Наомі, яка на Небесах багато разів намагалася примусити Кастіеля вбити Діна. Коли ж його знаходить Метатрон, він сліпо йде за ним, бажаючи спокутувати провину перед своїми братами-ангелами за те, що спустошив Небеса. Сам він вважає себе ангелом-охоронцем братів.

### Зовнішній вигляд
Оскільки Кастіель — ангел, то своїм істинним виглядом він може засліпити і навіть вбити будь-яку людину і багатьох демонів, як це було показано в серії Воскресіння Лазаря. Проте, Кастіель говорив, що є обрані люди, які здатні витримувати справжній вигляд ангелів і їх голос, який так само руйнівний для звичайних людей. Як Кастіель виглядає насправді, точно невідомо, але ясно одне — у нього є два крила.
Сам себе ангел описав «багатовимірною хвилею Божественного задуму», а істинний його вигляд порівняємо розмірами з Крайслер-білдінг (близько 319 метрів). Для спілкування з людьми Кастіель повинен використовувати людську посудину. Як і у всіх ангелів, посудин у нього може бути кілька, але тільки один з них — справжній. Ним виявився молодий чоловік на ім'я Джиммі Новак, який з радістю погодився на роль посудини для ангела. Перед вселенням Новак надів строгий костюм, синю краватку і бежевий плащ, який став головним атрибутом Кастіеля в серіалі. Ангел міг використовувати як посудину й дочку Джиммі — Клер. Мабуть, Кастіель міг вселятися в будь-яких кровних родичів Джиммі.

## Цікаві факти
- Кастіель побував у всіх п'яти вимірах (Земля, Рай, Пекло, Чистилище, Пустота), а також у двох альтернативних всесвітах: світі Апокаліпсиса і світі з врятованим «Титаніком».
- У якийсь момент Кастіель навчився водити машину. Після свого воскресіння в 13 сезоні Кастіель починає керувати серією різних транспортних засобів замість одного постійного автомобіля чи вантажівки, хоча у нього є вантажівка, якою він користується протягом кількох епізодів, перш ніж вона знову зникає.
- В епізоді «Червоне небо вранці» одне зі слів, які Сем читає в заклинанні, щоб викликати привида на кладовищі, — це ім’я «Кастіель». Це було в 3 сезоні , ще до появи Кастіеля.
- Працюючи під прикриттям як агент ФБР, Кастіель перейняв звичку Діна використовувати посилання на поп-культуру як псевдоніми. Однак замість класичного року він використовує поп-зірок.
- Хронологічно кажучи, Кастіель є першим ангелом, який використовує посудини обох статей. У 1901 році було показано, що Кастіель використовував жіночу посудину під час роботи з Ішимом у 12-му сезоні. Однак, на відміну від інших учасників польоту Ішима, Кастіель не залишив це судно з невідомої причини. Він також був першим ангелом, показаним на екрані, який використовував і чоловічу, і жіночу посудини. Наступними ангелами, які володіли посудинами протилежних статей, були Рафаель у 6 сезоні та Ханна в 10 сезоні.
- Гарт назвав одного зі своїх синів-близнюків на честь Кастіеля. Здається, дитина також має схильність Кастіеля дивно дивитися на Діна.
- Спочатку планувалося, що персонаж з'явиться тільки в шести епізодах четвертого сезону. Однак через несподівану позитивну реакцію шанувальників роль значно розширили, зробивши Кастіеля одним з основних персонажів.
- Перший ангел, який відкрито з'явився в серіалі. Раніше з'являвся Гавриїл, але його справжня сутність не була відома.
- Джаред Падалекі, який грає  Сема Вінчестер не вірить, що «Надприродне» може існувати без  Міші Коллінза чи Кастіеля.